# Dustin Diamond
Dustin Diamond (San Jose, 7 gennaio 1977 – Cape Coral, 1º febbraio 2021) è stato un attore e regista statunitense, noto soprattutto per aver interpretato il ruolo di Screech nella serie televisiva Bayside School.

## Biografia
Diamond nacque da una famiglia ebrea, a San Jose, California. Suo padre insegnava elettronica digitale per un'azienda di computer e sua madre era un'operatrice di computer per la Pacific Bell. Frequentò la Zion Lutheran School. Diamond iniziò a recitare già da bambino. Divenne noto per il ruolo di Samuel "Screech" Powers nello show televisivo Bayside School, interpretato anche dopo la chiusura della serie, sia nei successivi film tv che nella serie derivata, Bayside School - La nuova classe. Nel 1994 fu inserito nella Young Hollywood Hall of Fame, mentre nel 2013 ha preso parte al programma televisivo Celebrity Big Brother.

### Controversie
Alla pubblicazione del proprio libro Behind the bell, uscito nel 2009, l'attore dichiarò che, sul set di Bayside School, erano frequenti orge, festini e uso smodato di droghe, tra gli attori del cast, e che, addirittura, la collega Lark Voorhies, che interpretava il personaggio di Lisa Turtle, avrebbe concluso un rapporto a tre con Mario López e Mark-Paul Gosselaar, rispettivamente interpreti di A.C. Slater e Zach Morris. Nel settembre del 2014 la rete Lifetime ha trasmesso un film tv riguardante il dietro le quinte del telefilm, ispirato al criticato libro.

## Vita privata
Nel 2009 sposò la fidanzata Jennifer Misner; in seguito i due si separarono.
Il 14 gennaio 2021 il manager di Diamond annunciò pubblicamente che l'attore era affetto da un carcinoma ai polmoni in fase terminale. Diamond morì il 1º febbraio a 44 anni.

## Filmografia

### Cinema
- The Price of Life, cortometraggio, regia di Stephen Tolkin (1988)
- Big Top Pee-wee - La mia vita picchiatella (Big Top Pee-wee), regia di Randal Kleiser (1988)
- L'amico venuto dallo spazio (Purple People Eater), regia di Linda Shayne (1988)
- Giù le mani da mia figlia! (She's Out of Control), regia di Stan Dragoti (1989)
- Longshot, regia di Lionel C. Martin (2001)
- Jane White Is Sick & Twisted, regia di David Michael Latt (2002)
- Big Fat Liar, regia di Shawn Levy (2002)
- Pauly Shore Is Dead, regia di Pauly Shore (2003)
- Dickie Roberts - Ex Piccola Star (Dickie Roberts: Former Child Star), regia di Sam Weisman (2003)
- 13th Grade, regia di JJ Garvine (2005)
- Our Feature Presentation, regia di Gardner Loulan (2008)
- American Pie presenta: Il manuale del sesso (American Pie Presents: The Book of Love), regia di John Putch (2009)
- Big Money Rustals, regia di Paul Andresen (2010)
- Tetherball: The Movie, regia di Chris Nickin (2010)
- Minor League: A Football Story, regia di Clenet Verdi-Rose (2010)
- Four Corners Road, regia di Gregory Van Voorhis (2012)
- All Wifed Out, regia di Jason Stein (2012)
- Hamlet A.D.D., regia di Bobby Ciraldo e Andrew Swant (2014)
- Scavenger Killers, regia di Dylan Bank (2014)
- College Fright Night, regia di Brad Leo Lyon (2014)
- Bleeding Hearts, regia di Dylan Bank (2015)
- A Dog for Christmas, regia di Joel Paul Reisig (2015)
- Joker's Wild, regia di Christopher S. Lind (2016)
- Catching Up, cortometraggio, regia di Shane Alden (2020)

### Televisione
- Nancy, Sonny & Co. (It's a Living) – serie TV, 1 episodio (1987)
- Good Morning, Miss Bliss – serie TV, 13 episodi (1988-1989)
- Who Shrunk Saturday Morning? – film TV (1989)
- Blue Jeans – serie TV, 2 episodi (1989-1990)
- I mostri vent'anni dopo (The Munsters Today) – serie TV, 1 episodio (1990)
- American Playhouse – serie TV, 1 episodio (1991)
- Bayside School (Saved by the Bell) – serie TV, 86 episodi (1989-1992)
- Bayside School - Avventura hawaiana (Saved by the Bell – Hawaiian style) – film TV (1992)
- Getting By – serie TV, 1 episodio (1993)
- Bayside School - Un anno dopo (Saved by the Bell: The College Years) – serie TV, 19 episodi (1993-1994)
- Bayside School - Matrimonio a Las Vegas (Saved by the Bell: Wedding in Las Vegas) – film TV (1994)
- Attack of the Killer B-Movies – film TV (1995)
- Bayside School - La nuova classe (Saved by the Bell: The New Class) – serie TV, 130 episodi (1994-2000)
- Hang Time – serie TV, 2 episodi (1997-2000)
- Off Centre – serie TV, 1 episodio (2002)
- The Rerun Show – serie TV, 1 episodio (2002)
- Tom Goes to the Mayor – serie TV, 1 episodio (2006)
- Stupid Hype – film TV (2013)
- Your Pretty Face Is Going to Hell – serie TV, 1 episodio (2017)

## Riconoscimenti
- MTV Movie Awards
  - 2002 – Candidatura al miglior cameo per Made - Due imbroglioni a New York